# Uruguay a 2004. évi nyári olimpiai játékokon
Uruguay a görögországi Athénban megrendezett 2004. évi nyári olimpiai játékok egyik részt vevő nemzete volt. Az országot az olimpián 6 sportágban 15 sportoló képviselte, akik érmet nem szereztek.

## Atlétika
Férfi

| Versenyző    | Versenyszám | Előfutam | Előfutam | Előfutam | Negyeddöntő | Negyeddöntő | Negyeddöntő | Elődöntő | Elődöntő | Elődöntő | Döntő   | Döntő    |
| Versenyző    | Versenyszám | Idő      | Hely.    | Össz.    | Idő         | Hely.       | Össz.       | Idő      | Hely.    | Össz.    | Idő     | Helyezés |
| ------------ | ----------- | -------- | -------- | -------- | ----------- | ----------- | ----------- | -------- | -------- | -------- | ------- | -------- |
| Heber Viera  | 200 m       | 20,94    | 5.       | 35.      | kiesett     | kiesett     | kiesett     | kiesett  | kiesett  | kiesett  | kiesett | kiesett  |
| Andrés Silva | 400 m       | 46,48    | 6.       | 41.      |             |             |             | kiesett  | kiesett  | kiesett  | kiesett | kiesett  |

Női

| Versenyző    | Versenyszám | Előfutam | Előfutam | Előfutam | Elődöntő | Elődöntő | Elődöntő | Döntő   | Döntő    |
| Versenyző    | Versenyszám | Idő      | Hely.    | Össz.    | Idő      | Hely.    | Össz.    | Idő     | Helyezés |
| ------------ | ----------- | -------- | -------- | -------- | -------- | -------- | -------- | ------- | -------- |
| Elena Guerra | 1500 m      | 4:35,31  | 14.      | 40.      | kiesett  | kiesett  | kiesett  | kiesett | kiesett  |

## Evezés
Férfi

| Versenyző                    | Versenyszám              | Előfutam | Előfutam | Vigaszág | Vigaszág | Elődöntő | Elődöntő | Elődöntő | Döntő | Döntő   | Döntő | Helyezés |
| Versenyző                    | Versenyszám              | Idő      | Hely.    | Idő      | Hely.    | Típus    | Idő      | Hely.    | Típus | Idő     | Hely. | Helyezés |
| ---------------------------- | ------------------------ | -------- | -------- | -------- | -------- | -------- | -------- | -------- | ----- | ------- | ----- | -------- |
| Leandro Salvagno             | Egypárevezős             | 7:43,91  | 5.       | 7:02,68  | 3.       | D/E      | 7:24,41  | 1.       | D     | 7:01,33 | 2.    | 20.      |
| Rodolfo Collazo Joe Reboledo | Könnyűsúlyú kétpárevezős | 6:29,20  | 5.       | 6:30,23  | 3.       | C/D      | 6:29,39  | 3.       | C     | 7:03,72 | 6.    | 18.      |

## Kajak-kenu

### Síkvízi
Férfi

| Versenyző     | Versenyszám        | Előfutam | Előfutam | Előfutam | Elődöntő | Elődöntő | Elődöntő | Döntő   | Döntő    |
| Versenyző     | Versenyszám        | Idő      | Hely.    | Össz.    | Idő      | Hely.    | Össz.    | Idő     | Helyezés |
| ------------- | ------------------ | -------- | -------- | -------- | -------- | -------- | -------- | ------- | -------- |
| Darwin Correa | Kajak egyes 500 m  | 2:02,014 | 7.       | 19.      | 1:58,727 | 7.       | 15.      | kiesett | kiesett  |
| Darwin Correa | Kajak egyes 1000 m | 4:27,115 | 6.       | 18.      | 4:22,096 | 7.       | 13.      | kiesett | kiesett  |

## Kerékpározás

### Pálya-kerékpározás
Pontversenyek

| Versenyző                     | Versenyszám       | Pont | Helyezés |
| ----------------------------- | ----------------- | ---- | -------- |
| Milton Wynants                | Férfi pontverseny | 46   | 9.       |
| Milton Wynants Tomás Margalef | Férfi madison     | 3    | 10.      |

## Úszás
Férfi

| Versenyző       | Versenyszám | Előfutam | Előfutam | Előfutam | Elődöntő | Elődöntő | Elődöntő | Döntő   | Döntő    |
| Versenyző       | Versenyszám | Idő      | Hely.    | Össz.    | Idő      | Hely.    | Össz.    | Idő     | Helyezés |
| --------------- | ----------- | -------- | -------- | -------- | -------- | -------- | -------- | ------- | -------- |
| José Mafio      | 50 m gyors  | 23,58    | 1.       | 50.      | kiesett  | kiesett  | kiesett  | kiesett | kiesett  |
| Paul Kutscher   | 100 m gyors | 51,45    | 4.       | 41.      | kiesett  | kiesett  | kiesett  | kiesett | kiesett  |
| Martín Kutscher | 200 m gyors | 1:53,91  | 2.       | 45.      | kiesett  | kiesett  | kiesett  | kiesett | kiesett  |
| Martín Kutscher | 400 m gyors | 4:03,21  | 7.       | 39.      |          |          |          | kiesett | kiesett  |

Női

| Versenyző         | Versenyszám | Előfutam | Előfutam | Előfutam | Elődöntő | Elődöntő | Elődöntő | Döntő   | Döntő    |
| Versenyző         | Versenyszám | Idő      | Hely.    | Össz.    | Idő      | Hely.    | Össz.    | Idő     | Helyezés |
| ----------------- | ----------- | -------- | -------- | -------- | -------- | -------- | -------- | ------- | -------- |
| Serrana Fernández | 100 m hát   | 1:05,51  | 4.       | 35.      | kiesett  | kiesett  | kiesett  | kiesett | kiesett  |

## Vitorlázás
Férfi

| Versenyző    | Versenyszám     | Futam | Futam | Futam | Futam | Futam | Futam | Futam | Futam | Futam | Futam | Futam | Pontszám | Helyezés |
| Versenyző    | Versenyszám     | 1     | 2     | 3     | 4     | 5     | 6     | 7     | 8     | 9     | 10    | 11    | Pontszám | Helyezés |
| ------------ | --------------- | ----- | ----- | ----- | ----- | ----- | ----- | ----- | ----- | ----- | ----- | ----- | -------- | -------- |
| Angel Segura | Szörfvitorlázás | 30    | 32    | 31    | 31    | 29    | 28    | 31    | 25    | 31    | 29    | 29    | 294      | 32.      |

Nyílt

| Versenyző        | Versenyszám | Futam | Futam | Futam | Futam | Futam | Futam | Futam | Futam | Futam | Futam | Futam | Pontszám | Helyezés |
| Versenyző        | Versenyszám | 1     | 2     | 3     | 4     | 5     | 6     | 7     | 8     | 9     | 10    | 11    | Pontszám | Helyezés |
| ---------------- | ----------- | ----- | ----- | ----- | ----- | ----- | ----- | ----- | ----- | ----- | ----- | ----- | -------- | -------- |
| Alejandro Foglia | Laser       | 26    | 31    | 17    | 33    | 23    | 23    | 35    | 29    | 32    | 34    | 29    | 277      | 34.      |